# Saruman
Saruman de Witte (Engels: Saruman the White) (Quenya: Curunír) is een personage uit In de Ban van de Ring van J.R.R. Tolkien, hoewel hij ook voorkomt in ander werk van dezelfde auteur.

## Hoofd van de Witte Raad
Saruman de Witte was in de derde era van Midden-aarde het hoofd van de orde der Istari en tevens het hoofd van de Witte Raad. Saruman was echter al vanaf de aankomst in Midden-aarde jaloers op Gandalf de Grijze. Hij bestudeerde de wetenschap over de Ringen, terwijl hij altijd een jaloers oog op Gandalf en later ook Sauron hield. Hij was evenals Gandalf een tovenaar en beschikte dus over bovennatuurlijke krachten. Een van de gevaarlijkste hiervan was zijn stem, die zo welluidend was dat hij er anderen mee kon corrumperen en misleiden.
Ongeveer 250 jaar voor de Oorlog om de Ring had Rohan met moeite een aanval van de Donkerlanders afgeslagen, die zelfs Isengard hadden weten in te nemen. Saruman bood aan er zelf te wonen, zodat hij een oogje in het zeil kon houden. Gondor accepteerde, en gaf hem de sleutels. Saruman had in deze tijd ook werkelijk geen kwade bedoelingen. Saruman ontdekte dat een steeds sterker wordende Sauron in het Demsterwold aan het zoeken was naar de Ene Ring. Maar omdat hij zelf ook begeerde naar de Ring gaf hij zijn bevindingen niet door aan de Witte Raad. Gandalf had zijn bedenkingen en wilde al aanvallen, maar Saruman was het hoofd van de Orde en had het laatste woord. Pas toen bleek dat Sauron heel dicht bij zijn vondst was gaf Saruman toestemming tot de aanval. Hij wilde namelijk niet dat de Ring in de handen van Sauron zou komen. Er kwam een aanval van de Witte Raad op het bolwerk Dol Guldur in het Demsterwold. Maar Sauron ontsnapte uit Dol Guldur en keerde terug naar het land Mordor.

## Oorlog om de Ring
Vrij snel hierna ontdekte Saruman de Palantír van de Orthanc en werd via deze steen gecorrumpeerd door Sauron. Hij begon machines te bouwen en orks te fokken, waardoor Isengard verwerd tot een imitatie van de Donkere Toren, oftewel Barad-dûr. Hij gebruikte de bomen van Fangorn als brandstof voor zijn smederijen, zonder enige consideratie voor de Enten of Huorns. Zijn doel was de macht te veroveren over Midden-aarde, ook ten koste van Sauron. Hiermee werd Saruman een dubbele verrader. Maar naarmate hij verder gecorrumpeerd raakte, maakte hij ook meer fouten.
Een andere factor die uiteindelijk levensgevaarlijk voor de Reisgenoten bleek, was het feit dat Saruman de Gouw kende. Hij bespotte Gandalf om zijn pijproken en om het bezoeken van de op het eerste gezicht afgelegen en onbelangrijke Gouw. Toch werd hij nieuwsgierig, bezocht de Gouw stiekem zelf, en begon ten slotte ook te roken. Hiervoor had hij de Gouw nodig, omdat alleen daar pijpkruid groeide. Zijn spionnen en tussenpersonen reisden heen en weer, en het noodlot wilde dat de Nazgûl een van hen in Rohan onderschepte bij hun zoektocht naar de Gouw en Balings. Hierdoor vonden ze de Gouw, en wisten zij de vier Hobbits met de Ring bijna te onderscheppen. Dit verklaart bovendien de aanwezigheid van de grote hoeveelheid pijpkruid die Merijn en Pepijn later in Isengard vonden.
Toen de Nazgûl Isengard bereikten en bij hem informeerden waar de Hobbits en de Gouw waren, trachtte hij hen op het verkeerde been te zetten. Sauron kwam hier echter uiteindelijk achter, en hoewel het achteraf niet meer uitmaakte, zou deze Saruman waarschijnlijk niet meer geholpen of wellicht gedood hebben mocht hij de oorlog hebben gewonnen. Saruman wist Gandalf gevangen te nemen, maar die ontsnapte. Verder trachtte hij Rohan onder de voet te lopen door enerzijds koning Théoden via Grima Slangtong te corrumperen, en anderzijds een frontale aanval te openen met een leger van 10.000 Uruk-hai, andere orks en Donkerlanders. Sarumans aanval op Rohan mislukte echter, en na de komst van Merijn en Pepijn ontstaken de Enten in woede om de vernielingen van Saruman. Isengard werd door Boombaard en de andere Enten uit Fangorn ingenomen.

## Nasleep en dood
Niet lang daarna volgde een confrontatie met Gandalf. Hierin probeerde Saruman hem en de andere Reisgenoten te beïnvloeden met zijn stem, maar Gandalf zette hem uit de orde van de Istari. Zijn titel ('de Witte') werd geschrapt en kwam nu toe aan Gandalf. Gandalf de Witte droeg Boombaard op Saruman goed te bewaken, maar na het vertrek van Gandalf wist Saruman Boombaard met zijn machtige stem te overtuigen hem en Grima te laten gaan.
Na zijn nederlaag zwierven Saruman en zijn handlanger Gríma Slangtong via Donkerland naar de Gouw, die hij immers goed kende. Hij wist de Gouw in te nemen en regeerde als een kleine tiran, tot de vier Hobbits terugkwamen en hem afzetten. Slechts korte tijd daarna werd hij vermoord door Gríma, zijn verraderlijke dienaar.

## Namen
Saruman was bekend onder meerdere namen: behalve dat hij bekendstond als Saruman de Witte stond hij ook bekend als Saruman de Wijze (Engels: Saruman the Wise). Saruman is afgeleid van het Oudangelsaksisch en betekent Man van pijn. Uit zijn naam wordt dus al duidelijk gemaakt dat hij geen goede tovenaar was. In het Quenya was zijn naam Curummo (Engels: Curumo), in het Sindarijns werd hij Curúnir (Engels: Curunír) genoemd. Zijn naam betekende: man van de listige kunstgrepen. Van alle Istarí was hij degene die het meest de tactieken van de vijand, Sauron, had bestudeerd. Door zijn orks werd hij Sharku genoemd. Dit betekent oude man in hun taal. Aan het einde van de oorlog, wanneer Saruman zich in de Gouw heeft gevestigd wordt hij door de Hobbits Sjappie genoemd. Dit is de Nederlandse vertaling van Max Schuchart van de oorspronkelijke Engelse naam Sharkey, wat afgeleid is van Sharku.

## Films en sterfscène
In de The Lord of the Rings- en The Hobbit-films wordt Saruman gespeeld door Christopher Lee. De overname van de Gouw komt hierin niet voor. Anders dan in de boeken sterft Saruman in de films bij zijn eigen toren. Wanneer Gandalf, het drietal en de Rohirrim aankomen bij (het onder water gezette) Isengard, staan Saruman en Grima op de toren. Als Gandalf en Théoden tevergeefs Saruman proberen te laten bekeren, vertellen ze Grima dat Saruman hem alleen ziet als zijn slaaf. Saruman ontkent dit niet, waarna hij Grima aanvalt. Als Saruman zich weer tot Gandalf keert, pakt Grima zijn mes en steekt hij deze twee of drie keer in de nek van Saruman. Vervolgens schiet Legolas Grima neer. Saruman valt zwaargewond van de toren, en wordt gespietst op een waterrad. Deze scène komt echter slechts voor in de uitgebreide versie van de film en niet in de bioscoopversie, waarin Saruman met Grima slechts onder bewaking van de Enten in Isengard wordt achtergelaten.